# Efeb ros

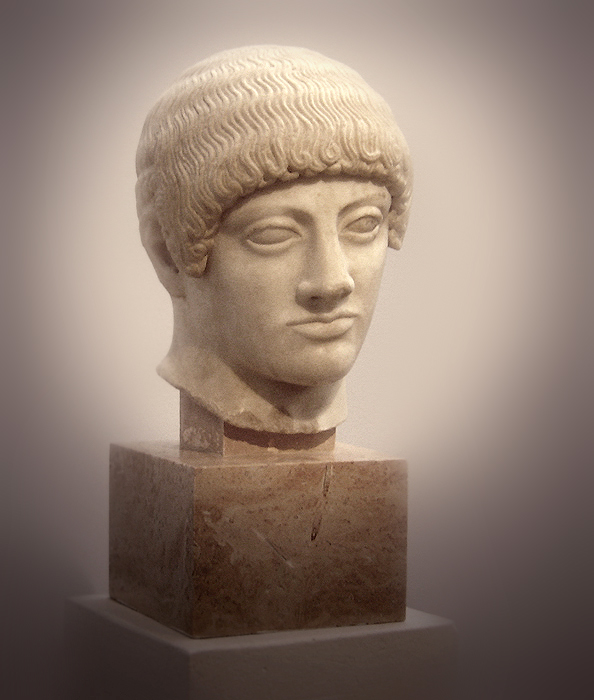
Imatge de l'Efeb ros, al Museu de l'Acròpoli, d'Atenes.

L'Efeb ros, també conegut com a Kuros ros, és el cap d'una escultura d'un jove efeb que data de l'any 490 - 480 aC i que va ser esculpida per artistes de l'antiga Grècia.

## Troballa i història
El cap (juntament amb la pelvis) van ser trobades l'any 1923, durant les excavacions de l'antic Museu de l'Acròpoli. Es creu que va quedar sota les restes de l'Acròpoli després de la seva destrucció per part dels perses de Xerxes I.

## Simbologia
La peça representa a un efeb amb expressió malenconiosa. Es va denominar efeb ros a causa de la tonalitat groguenca del seu cabell.
És una escultura del segle v, per la qual cosa s'aprecia la moda que començava a Grècia per aquells temps de recollir els cabells amb una cinta, mostra molt bé els cànons contemporanis.

## Característiques
- Autor: Anònim.
- Estil:Protoclassic
- Material: Marbre.
- Altura: 25 centímetres.
- Profunditat: 22,8 centímetres

## Conservació
La peça s'exposa de forma permanent al Museu de l'Acròpoli d'Atenes (Grècia), on té assignat el nombre d'inventari 689.